# Jadwiga Biernat
Jadwiga Barbara Biernat (ur. 1 listopada 1936 w Mordarce, zm. 29 października 2022 w Limanowej) – polska polityk, posłanka na Sejm PRL VII i VIII kadencji.

## Życiorys
Córka Antoniego i Katarzyny. Po ukończeniu Akademii Rolniczej w Krakowie uzyskała tytuł zawodowy inżyniera zootechnika. W 1959 wstąpiła do Związku Młodzieży Wiejskiej i Zjednoczonego Stronnictwo Ludowego. W latach 1966–1972 wiceprzewodnicząca Zarządu Wojewódzkiego ZMW w Krakowie. Zasiadała w prezydium Wojewódzkiego Komitetu ZSL i w Wojewódzkiej Radzie Narodowej. W 1970 była wiceprzewodniczącą Zarządu Wojewódzkiego Towarzystwa Przyjaźni Polsko-Radzieckiej w Krakowie. W 1972 została sekretarzem Wojewódzkiego Komitetu ZSL w Krakowie. W 1976 uzyskała mandat posłanki na Sejm PRL VII kadencji w okręgu Nowy Sącz. Zasiadała w Komisji Handlu Wewnętrznego, Drobnej Wytwórczości i Usług oraz w Komisji Prac Ustawodawczych. W 1980 uzyskała reelekcję w okręgu Gniezno. Zasiadała w Komisji Handlu Wewnętrznego, Drobnej Wytwórczości i Usług, Komisji Prac Ustawodawczych oraz w Komisji Rynku Wewnętrznego, Drobnej Wytwórczości i Usług. Od 1974 członkini Naczelnego Komitetu ZSL i kierowniczka Wydziału Organizacyjnego ZSL. Była także członkinią Sekretariatu NK, wiceprzewodniczącą Krajowej Rady Kobiet Polskich, przewodniczącą Rady Kół Gospodyń Wiejskich Centralnego Związku Kółek Rolniczych i członkinią Ogólnopolskiego Komitetu Frontu Jedności Narodu oraz dyrektorem Departamentu Współpracy z Konsumentem Ministerstwa Handlu Wewnętrznego i Usług.
Pochowana 3 listopada 2022 w Limanowej.

## Odznaczenia
- Krzyż Kawalerski Orderu Odrodzenia Polski
- Złoty Krzyż Zasługi
- Medal 30-lecia Polski Ludowej
- Złota Odznaka „Za zasługi dla Ziemi Krakowskiej”